# Neobisium kosswigi
Espèce
Neobisium kosswigi est une espèce de pseudoscorpions de la famille des Neobisiidae.

## Distribution
Cette espèce est endémique de Turquie. Elle se rencontre dans des grottes dans les provinces de Konya et de Burdur.

## Étymologie
Cette espèce est nommée en l'honneur de Curt Kosswig.

## Publication originale
- Beier, 1949 : Türkiye Psevdoscorpion'lari hakkinda. Türkische Pseudoscorpione. Revue de la Faculté des Sciences de l'Université d'Istanbul, sér. B, vol. 14, p. 1-20.